# Maximilian Kolbe
Maximilian Maria Kolbe (n. 7 ianuarie 1894, Zduńska Wola, azi Polonia - d. 14 august 1941, Auschwitz) a fost un călugăr franciscan, preot romano-catolic din Polonia, decedat în lagărul de concentrare  de la  Auschwitz. A fost canonizat în anul 1984. Este sărbătorit la 14 august.

## Biografie
Maximilian Kolbe s-a născut la 7 ianuarie 1894 într-o familie de țesători săraci polonezi. Tatăl său, Julius Kolbe, era de origine germană, iar mama era născută Maria Dąbrowska. La botez i s-a pus numele Raimond. După multe frământări s-a hotărât să intre în Ordinul Franciscanilor Minori Conventuali. Pentru studiile de filozofie și teologie a fost trimis la Roma, unde a luat cunoștință de trecutul credinței, dar și de probleme prezentului, tulburat prin trecerea dintre cele două războaie mondiale. A conceput organizarea unei „cruciade” de rugăciuni și întrajutorare în trăirea vieții creștine, sub ocrotirea Sfintei Maria. 
În ziua de 17 octombrie 1917, împreună cu alți șase colegi, se consfințește Preacuratei Fecioare Maria și întemeiază asociația numită: „Militia Imaculatae”, „Oastea Neprihănitei” sau „Armata Maicii Domnului”. Ei și-au propus ca prin sfințirea vieții proprii, prin rugăciune și activitate concretă să lucreze la cunoașterea și imitarea Fecioarei Maria. După ce a fost sfințit preot s-a reîntors în Polonia, unde, cu multă jertfă, învingând greutăți de neînvins omenește vorbind, a ajuns să organizeze lângă Varșovia un „Oraș al Neprihănitei” - ”Niepokala-now”. Aici, sub conducerea a șase preoți, aproape șapte sute de frați, unii specialiști de înaltă calificare, toți atrași de idealul Neprihănitei, trăiau și lucrau într-o atmosferă serafică de sărăcie și pace. Aveau cea mai mare tipografie din Europa și editau diferite publicații în cinstea Maicii Domnului, în milioane de exemplare. 
După ce consolidează fundația de lângă Varșovia, îndemnat de un grup de japonezi entuziasmați de cele ce se petreceau la Niepokalanow, se duce în Japonia în 1930, împreună cu câțiva frați. Ajung în luna martie iar în luna mai, luna Mariei, apare în limba japoneză primul număr al revistei «Cavalerul Neprihănitei». Se stabilește la Nagasaki, unde întemeiază o mănăstire care în 1945 va avea peste o sută de frați. La întoarcerea în Polonia străbate cu trenul întreaga Rusie. Peste tot vorbește cu înflăcărare despre Neprihănita Zămislire și ajută pe nenumărați oameni, creștini și necreștini, să înțeleagă și să experimenteze că prin Maria se apropie de Dumnezeu, devin mai buni și mai curați la suflet. În mănăstirile întemeiate de el, frații se salutau rostind numele: Maria; la fiecare bătaie de ceas, îndreptau un gând către Regina Apostolilor, spunând „Ave Maria”. Evlavia și încrederea lor în Neprihănita Fecioară Măria și-au dovedit tăria în munca imensă pe care au depus-o cu bucurie, dar în deosebi în încercarea grea a războiului.

## Viața trăită în lagărul morții de la Auschwitz
În ajunul zilei Adormirii Maicii Domnului din anul 1941, creștinii din lume, deși sub apăsarea celui de al II-lea război mondial, se pregăteau pentru sărbătoarea ridicării cu trupul și sufletul la cer a Preacuratei Fecioare Maria, sărbătoare care se celebrează în biserica romano-catolică. Pe când mulțimile credincioșilor aduceau la altarele Maicii Domnului buchete de flori, la Oswiecim (Auschwitz), Kolbe, considerat un suflet curat și curajos, în ziua de 14 august 1941, după două săptămâni de înfometare absolută și în urma unei injecții cu formol, a murit în „celula morții” din lagărul de exterminare. 
Maximilian Kolbe, spre deosebire de alții a fost aruncat în celula morții la cererea sa, în locul unui deținut care, la momentul începerii procesului de beatificare, a dat mărturie despre viața exemplară pe care a dus-o preotul. Se afla în lagărul de la Auschwitz din luna mai, și, cu toate că era aproape o epavă, a fost supus tratamentului special aplicat preoților, fiind insultat, dar prin modul în care s-a comportat i-a întărit pe ceilalți deținuți, spovedindu-i. 

## Legile lagărului de la Auschwitz
Legile lagărului erau foarte dure și prevedeau ca în momentul în care un deținut evadează și nu este găsit în 48 de ore, alți deținuți din lotul său erau condamnați la moarte prin înfometare. La sfârșitul lunii iulie evadează un deținut din blocul 14, bloc în care se afla și preotul Maximilian Kolbe. Deoarece nu a fost descoperit în termenul fixat, brigada este ținută în picioare pe platou o zi întreagă, apoi sunt desemnați cei sortiți morții, prin decimare (fiecare al zecelea deținut trebuia să moară). Între acești deținuți se afla unul care, de teamă, a început să-și strige copii care se aflau acasă pe nume. Deodată din rândul celor rămași apare un preot slab, cu chipul străveziu care se oferă să moară în locul lui. 
„Domnule Comandant, vă rog să-mi permiteți să raportez”
„Ce vrei? ”
„Vă rog să-mi permiteți să merg eu în locul numărului N.”
Era o cerere nemaiauzită, printre deținuți, de neînchipuit, imposibilă, pentru un om care considera că în fața morții se uită totul, dar nu și propria existență. Comandantul întreabă: 
„Cine ești? ”
„Sunt un preot catolic”
„Sunt de acord”
În locul preotului catolic, deținutul care fusese cruțat se reîntoarce în rândurile brigăzii și va supraviețui celui de al doilea război mondial. Va depune mărturie despre modelul de credință al preotului catolic Maximilian Kolbe.

## Scrisoare din lagăr
„Dragă mamă. Spre sfârșitul lunii mai am sosit cu un convoi în lagărul de concentrare de la Auschwitz. Totul este în regulă, dragă mamă. Poți fi liniștită în legătură cu mine și cu sănătatea mea, deoarece bunul Dumnezeu este pretutindeni și El se gândește cu o iubire mare la toți și la toate. Ar fi bine să nu îmi mai scrii până nu îți trimit eu o altă scrisoare, deoarece nu știu cât timp voi mai fi aici. Te salut cu drag și te sărut, Raymond Kolbe.”

## Moartea în lagărul morții
Împreună cu cei nouă care erau trimiși la moarte, Maximilian Kolbe, se îndrepta spre celula în care au fost dezbrăcați și azvârliți pe podeaua rece. Celula nu avea ferestre și nici aerisire. 
„Unul dintre paznici va povesti mai târziu cum după câteva ore, din mormântul celor îngropați de vii a început să se audă murmur de rugăciuni și cântări în cinstea Maicii Domnului”.   Aceste cântări au început să se audă, din ce în ce mai putin, odată cu trecerea timpului, până la moartea sa. După terminarea războiului au început demersurile pentru ridicarea lui la cinstea sfintelor altare. În anul 1974 papa Paul al VI-lea l-a trecut în rândul „fericiților”, iar la 10 octombrie 1982 papa Ioan Paul al II-lea l-a declarat „sfânt”.
Este sărbătorit în data de 14 august.